# Eunomos
Eunomos (starořecky Εύνομος) z královského rodu Eurypontovců byl králem Sparty (možná mytickým) přibližně na začátku osmého století před Kr.
Nic bezpečné o původu a panování krále Eunomia nevíme a z toho mála co nám ve svých písemnostech zanechali antičtí autoři nemůžeme nesporně dokázat zda byl Eunomos historickou osobou. Podle historika Herodota byl synem Polydekta a otcem Charilaa. Pausanias tvrdí, že byl následníkem Prytania a jeho synem a následníkem byl Polydektes. Básník Simonides píše, že zákonodárce Lykúrgos byl bratrem Eunomia av jeho seznamu králů Sparty av seznamech historika Eusebia Kaisarejského či Diodóra Sicilského se král Polydektes neuvádí. V uvedených seznamech je předchůdcem Eunomia Prytania. Jak vidíme v seznamech starších králů Sparty královského rodu Eurypontovcov vládne u antických autorů pořádný zmatek.
Anglický učenec HFClinton existenci Eunomia zpochybňuje píše, že jméno Eunomos (což je v překladu z řečtiny fungování právního státu) mohlo být jen přívlastkem krále Polydekta, který byl podle některých antických historiků bratrem zákonodárce Lykurga.
Z novověkých historiků (např. W. Forrest, A. Jones, Jona Lendering a jiní) se většina kloní při těchto spartských králích k seznamu od Herodota ve kterém se píše, že následník Eunomia byl jeho syn Charilaos a vládu Eunomia kladou do období počátku osmého století před Kr.
Co se týče informací o době vlády Eunomia tu nám zanechal Pausanias, který zaznamenal, že během jeho vlády prožívala Sparta období míru.